# Yongdong-myeon
Yongdong-myeon (koreanska: 용동면) är en socken i kommunen Iksan i provinsen Norra Jeolla i den centrala delen av Sydkorea, 160 km söder om huvudstaden Seoul.